# آنجلینا جردن
آنجلینا جُردن (انگلیسی: Angelina Jordan، متولد ۱۰ ژانویه ۲۰۰۶) خوانندهٔ نوجوان اهل نروژ است. شناخته شده به عنوان یک کودک نابغه او در سال ۲۰۱۴ در مسابقه نرسکه تلنتر (نسخهٔ نروژی گات تلنت) در هشت سالگی با خواندن چند قطعه استاندارد جاز مانند یکشنبه غم‌انگیز و مرا به ماه پرواز ده برنده شد.
از فیلم‌ها یا مجموعه‌های تلویزیونی که وی در آن‌ها نقش داشته است، می‌توان به لیلیهامر اشاره نمود.

## زندگی شخصی
جردن در اسلو با خانواده‌اش که شامل خواهر کوچکترش هم می‌شود، زندگی می‌کند. او در دیگر کشورها مانند ایالات متحده آمریکا هم زندگی کرده‌است. مادر نروژی او، سارا آستار، دختر هنرمند ایرانی مری زمانی و پدری ژاپنی است. پدر آنجلینا سوئدی است.